# 아프가니스탄 이슬람 전도기구
아프가니스탄 이슬람 전도기구(페르시아어: تنظیم دعوت اسلامی افغانستان‎ 탄짐에 다와트에 이슬라미예 아프가니스탄), 구칭 아프가니스탄 해방 이슬람 연맹(Ittihad-I Islami Bara-yi Azadi, Islamic Union for the Liberation of Afghanistan)은 아프가니스탄의 정당으로 북부동맹의 일원이었다. 이 당은 압둘 라술 사야프가 이끌고 있다.

## 같이 보기
- 이슬람 민주주의 정당 목록